# Cristian Garín
Christian Garín Medone (Arica, Chile, 30 de maio de 1996) é um tenista profissional chileno.
Em 2013, Garin foi campeão juvenil do Torneio de Roland Garros em simples e vice nas duplas. Ocupa atualmente o 88º lugar no ranking da ATP.
Teve o nome Christian Garin usado até o ATP de Houston de 2018. No compromisso seguinte, duas semanas depois, no ATP de Barcelona, passou a ser chamado de Cristian Garin, sem a letra H, nos dados da ATP.

## Finais de ATP
Simples: 3 (2 títulos, 1 vice)
| Status | V-D | Data          | Torneio                                                         | Categoria | Piso             | Oponente          | Resultado      |
| ------ | --- | ------------- | --------------------------------------------------------------- | --------- | ---------------- | ----------------- | -------------- |
| Ganhou | 2–1 | Maio de 2019  | BMW Open, Munique                                               | ATP 250   | saibro           | Matteo Berrettini | 6–1, 3–6, 7–61 |
| Ganhou | 1–1 | Abril de 2019 | Fayez Saforim & Co. U.S. Men's Clay Court Championship, Houston | ATP 250   | saibro           | Casper Rudd       | 7–64, 4–6, 6–3 |
| Perdeu | 0–1 | Março de 2019 | Brasil Open, São Paulo                                          | ATP 250   | saibro (coberto) | Guido Pella       | 5–7, 3–6       |

## Finais no juvenil

### Simples: 3 (3 títulos)
| Legenda          |
| ---------------- |
| Grand Slam (1–0) |
| Grade A (0–0)    |
| Grade B (0–0)    |
| Grade 1–5 (2–0)  |

| Resultado | N. | Data             | Torneio                    | Piso   | Oponente          | Placar      |
| --------- | -- | ---------------- | -------------------------- | ------ | ----------------- | ----------- |
| Campeão   | 1. | 18 Anril 2011    | Assunção (G5)              | Saibro | Rodrigo Senattore | 6–1 6–1     |
| Campeão   | 2. | 26 Novembro 2012 | Bradenton, USA (G1)        | Saibro | Laslo Djere       | 0–6 6–4 7–5 |
| Campeão   | 3  | 8 Junho 2013     | French Open, Paris, França | Saibro | Alexander Zverev  | 6–4 6–1     |